# Vrouw, Leven, Vrijheid
Dit artikel of overzicht is mogelijk incompleet; u kunt helpen door het uit te breiden.

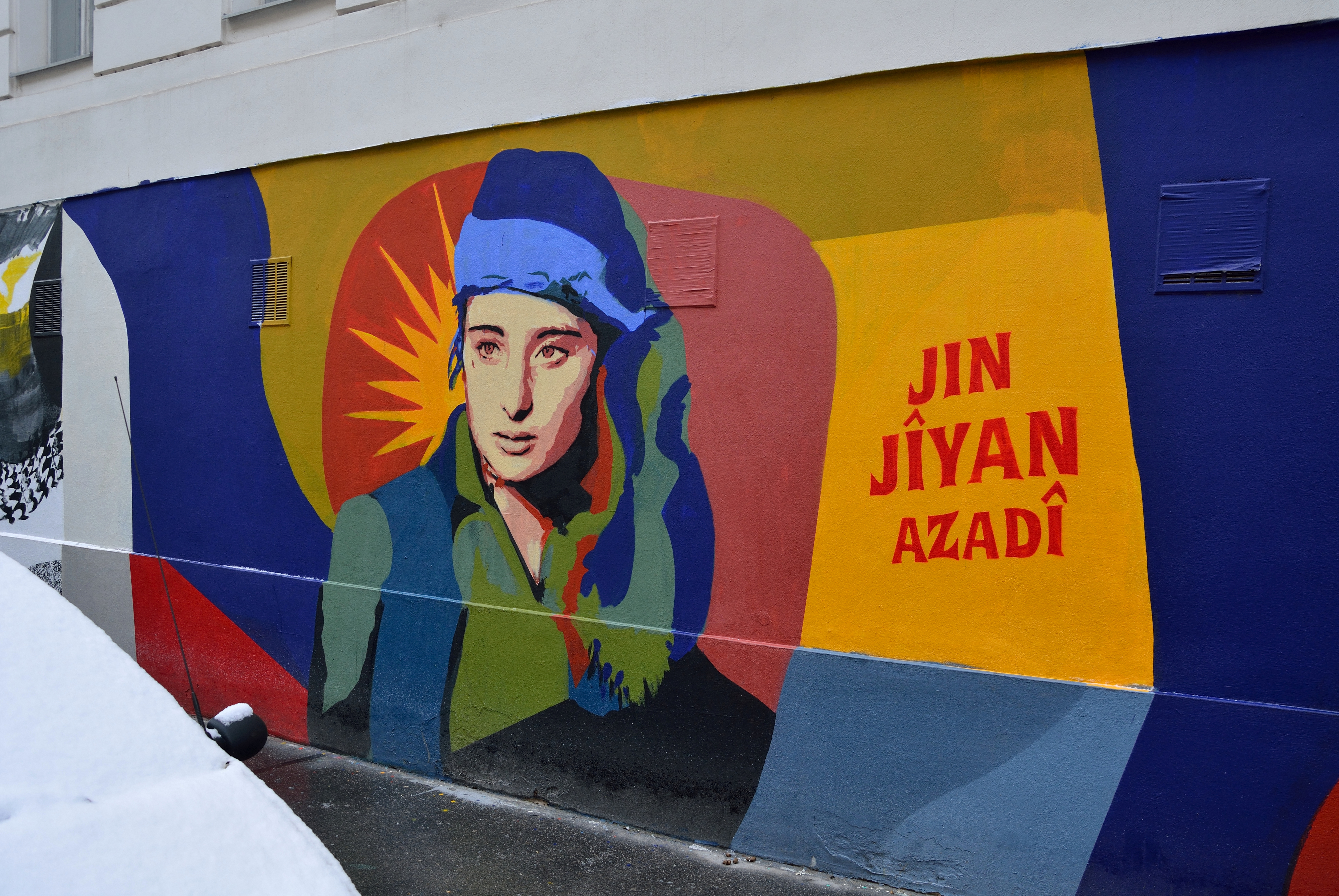
Een muurschildering in Wenen toont een Koerdische vrouw en de slogan "Vrouw, Leven, Vrijheid" (in het Koerdisch)

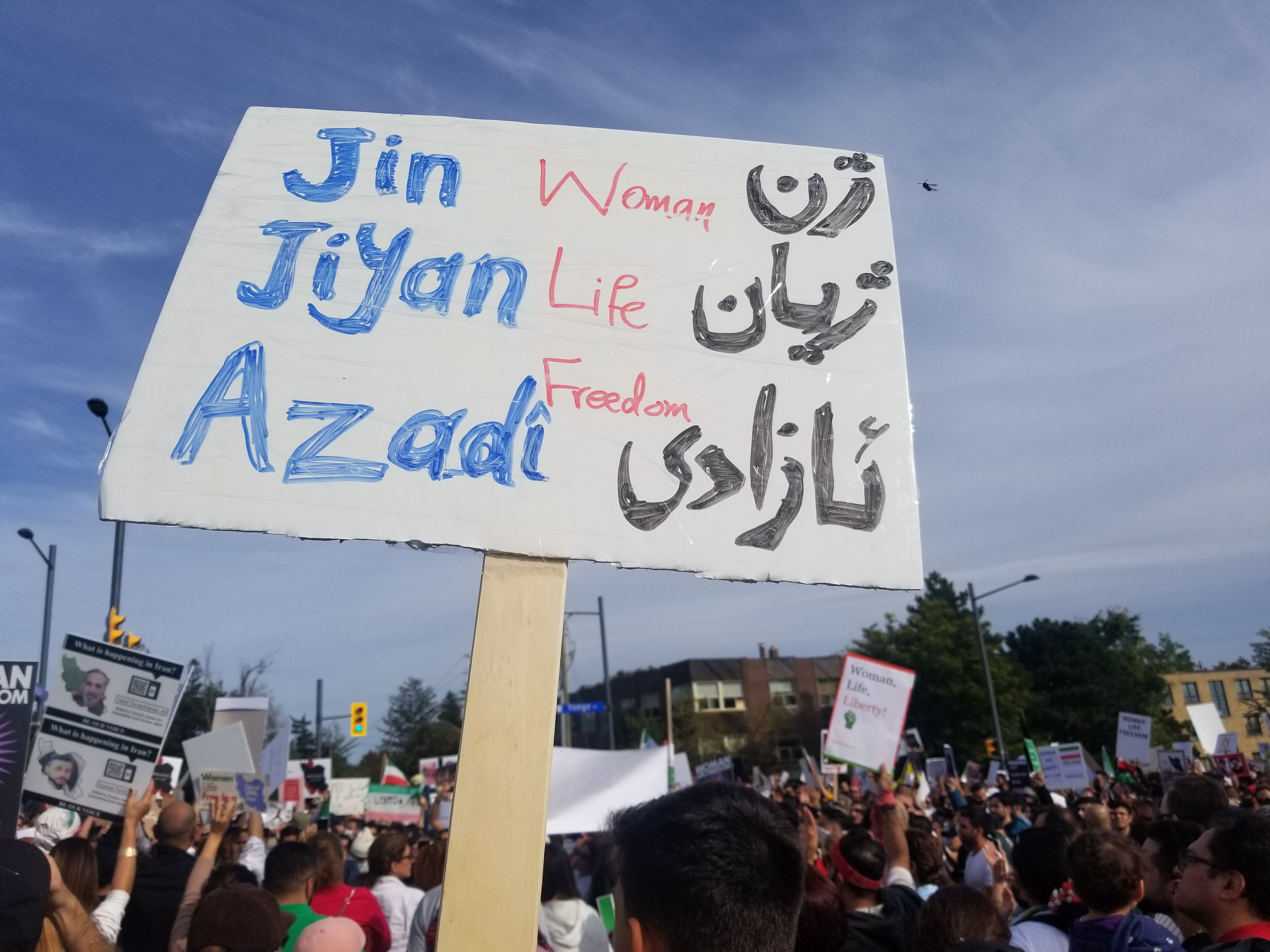
Een bord met de slogan in het Koerdisch en Engels

Vrouw, leven, vrijheid (Koerdisch: Jin, Jiyan, Azadî, ژن، ژیان، ئازادی ) is een slogan die zijn oorsprong vindt in de Koerdische vrouwenbewegingen.
De slogan kreeg meer betekenis en wereldwijde bekendheid door de protesten in Iran in 2022 na de dood van Mahsa Amini. Masha Amani stierf terwijl zij werd vastgehouden door de Iraanse zedenpolitie vanwege ‘ongepaste’ kleding. De uitdrukking werd al snel een universele strijdkreet die symbool staat voor verzet tegen onderdrukking en de strijd voor vrouwenrechten.